# Marie Rose Moro
Marie Rose Moro, född 22 september 1961 i Ciudad Rodrigo i Spanien, är en fransk barnpsykiater, psykoanalytiker samt specialistläkare och professor i barn- och ungdomspsykiatri vid Paris Descartes universitet. Hon driver Maison de Solenn, ett ungdomshem på Cochinsjukhuset. 

## Biografi

### Tidigt liv
Marie Rose Moro föddes i Spanien 22 september 1961. 9 månader gammal flyttade hon 1962 med familjen till Les Mazures i Ardennerna, där hennes far fick ett jobb som skogshuggare. Vid fem års ålder flyttade hon med familjen till Pouru-aux-Bois, en stad med 150 invånare. Hon tillbringade sin barndom och ungdomstid där med sina fyra bröder och systrar, bland annat genom att läsa tidskriften La Hulotte.
I grundskolan i Pouru-aux-Bois gick barn från Ardennerna, men även barn med spanskt, polskt och nordafrikanskt ursprung, en situation som gjorde henne medveten om kulturell mångfald. Hon minns att hennes lärare föreslog henne att det skulle göra det lättare för henne att integreras om hon bytte förnamn till Marie Rose i skolan, till skillnad från hennes födelsenamn Maria del Rosario. Skolgången fortsatte i Douzy, sedan på Pierre-Bayle-gymnasiet i Sedan. Efter avklarade gymnasiestudier började hon studera medicin och filosofi i Nancy, innan hon påbörjade en dubbelexamen i psykiatri och antropologi. År 1988 försvarade hon en medicinsk avhandling med specialisering inom psykiatri, handledd av Philippe Mazet, med titeln Introduction à l'étude de la vulnérabilité spécifique de l'enfant de migrants (ungefär Introduktion till studiet av migrantbarnets specifika sårbarhet), där hon studerar förhållandet mellan mödrar och barn, och bland annat understryker vikten av att förstå familjens kulturella bakgrund och särart, liksom barnets transkulturella situation, för att kliniskt kunna förstå den enskilda, komplexa verklighetsbilden.
Marie Rose Moro är specialiserad på barnpsykiatri under ledning av Serge Lebovici på Avicenne-sjukhuset i Bobigny. Hon arbetar med Tobie Nathan, som bland annat har lärt henne om principerna för etnopsykiatri. När hon arbetade i Bobigny studerade hon även livet för invandrare i Île-de-France, som skiljer sig från den situation hon hade påträffat i Sedan och i den lantliga miljön. Hennes partner är läkare och alumn från École nationale d’administration. De har två barn.

### Läkare och psykoanalytiker
Sedan 1989 har hon varit psykiater för spädbarn, barn och ungdomar. Hon var avdelningschef för barn- och ungdomspsykiatri på Avicenne-sjukhuset (Bobigny) från 2001 till 2013. Hon är en pionjär när det kommer till tvärkulturella dialoger för invandrarbarn och deras familjer.
Sedan 2007 är hon psykoanalytiker, och medlem i Société psychanalytique de Paris. Hon grundade och leder Association internationale d'ethnopsychanalyse (Internationella samfundet för etnopsykiater, AIEP).

### Undervisning och forskning
År 1991 försvarade hon en avhandling i psykologi och 1996 en om habilitation. Hon rekryterades som klinikchef och universitetsassistent (1989), sedan lektor (1992–1996) och utsågs till professor i barn- och ungdomspsykiatri vid CHU Avicenne (Université Sorbonne Paris Nord, 2000–2008), sedan vid CHU Cochin (Paris Descartes University, (Sorbonne Paris Cité). Hon är forskningsdirektör vid avdelningen för "Klinisk psykologi, psykopatologi, psykoanalys" (PCPP - EA 4056).
Marie Rose Moro ansvarar för diplomering i psykiatri och tvärkulturella färdigheter vid Paris Descartes universitet, var med och grundade ett program i psykiatriska nödsituationer och hjälper till att inrätta en europeisk specialutbildning i ungdomars psykopatologi. Hon är medansvarig för diplomering i babypsykopatologi (Paris 13) och i det tvärvetenskapliga fältet ungdomsmedicin. Hon leder ett forskarteam inriktat på interkulturella studier och ett forskarteam om ungdomar.

## Vetenskaplig forskning
Marie Rose Moros vetenskapliga arbete rör bland annat ungdomar, migrantbarn och deras styrkor och svårigheter samt frågor som rör tvåspråkighet och mental trauma. Hennes forskning har lett till teorier om migrantbarns specifika behov men också deras kreativitet. Genom denna forskning inrättades en tvärkulturell vårdenhet för migrantfamiljer 1987, den första enheten i sitt slag.
Marie Rose Moro är intresserad av skolans roll i migrantbarnens akademiska framgång. Hon förespråkar en uppvärdering av modersmålets status, "vilket gör det möjligt för eleven att vara mer bekväm på sitt andraspråk". Hon har upprörts över att ”mångfald och blandning fortfarande i huvudsak ses som hinder” och framhäver de fördelar som kulturella skillnader enligt henne kan utgöra.

## Engagemang
Marie Rose Moro ledde avdelningen för barn, ungdomar och allmän psykiatri i Bobigny från 2000 till 2014 och skapade 2004 ett hem för ungdomar, Casita, som har åtagit sig att stödja oroliga tonåringar. Hon har observerat en förändring i hur dessa ungdomar uttrycker sin oro, bland annat genom prepubertal anorexi och skolvägran.  Sedan 2008 har hon varit chef vid Maison de Solenn, ett hem för ungdomar på Cochin-sjukhuset (l'Assistance Publique - Hôpitaux de Paris, AP-HP) i Paris.
Marie Rose Moro är grundare och vetenskaplig chef för tidskriften L'autre, Cliniques, Cultures et Sociétés och är redaktör för antologin ”La bibliothèque de l'autre”, publicerad av La Pensée sauvage.
Från 2006 till 2012 var hon vice ordförande för Psynem, den franska avdelningen av den internationella organisationen WAIMH World Association for Infant Mental Health.
Efter jordbävningen i Spitak 1988 gick hon med i Läkare utan gränser (MSF) . Där leder hon sedan dess psykiatrisk forskning i humanitära situationer.
År 2019 utnämndes hon till ledamot i det vetenskapliga rådet för den särskilda kommittén för bekämpandet av rasism, antisemitism och homofobi (DILCRAH)  . 

## Utmärkelser
- 2007   : Riddare av Hederslegionen
- 2014   : Mottagare av franska Nationalförtjänstorden.[20]

## Publikationer
- (red.) Soigner malgré tout med T. Baubet, K. Leroch, D. Bitar, Grenoble, La Pensée sauvage, 2003
- (red.) Psychiatrie et migrations, med T. Baubet, Paris, Masson, 2003.
- Psychopathologie transculturelle, med T. Baubet, Paris, Masson, 2009 (översatt till italienska). Andra utgåva utgiven 2013.
- Avicenne l'andalouse. Devenir psychothérapeute en situation transculturelle. Grenoble : La Pensée sauvage ; 2004 med I. Moro mfl.
- Les psychothérapies. Modèles, méthodes et indications, med C. Lachal, Paris, Armand Colin, 2006 ; andra utgåva 2012 med T. Baubet, B. Dutray och A. Perrier.
- Manuel de psychiatrie transculturelle. Travail clinique, travail social, med Q. de La Noë och Y. Mouchenik, Grenoble : La Pensée sauvage, 2006.
- (red.) Bébés et traumas, med T. Baubet, C. Lachal och L. Ouss, Grenoble, La Pensée sauvage ; 2006.
- Manuel de psychopathologie du bébé et de sa famille, med R. Riand och V. Plard, Grenoble, La Pensée sauvage, 2010.
- Vivre c'est résister. Textes pour Germaine Tillion et Aimé Césaire, med C. Mestre, Grenoble, La Pensée sauvage ; 2010 med C. Mestre och H. Asensi.
- Partir. Migrer. L'éloge du détour, Grenoble, La Pensée sauvage ; 2011 .
- Je t'écris de (correspondance), med C. Mestre, Grenoble, Pensée sauvage, 2013.
- Manuel des psychotraumatismes. Cliniques et recherches contemporaines, med Y. Mouchenik och T. Baubet, Grenoble, La Pensée sauvage, 2012.
- Parents en exil. Psychopathologie et migrations, Paris, Puf, 1994, andra och tredje utgåva 2002 (översatt till italienska).
- Psychothérapie transculturelle des enfants de migrants, Paris, Dunod, 1998, coll. « Thérapies », andra och tredje utgåva med titeln Psychothérapie transculturelle des enfants et des adolescents (2000, 2004) (översatt till italienska).
- Enfants d'ici venus d'ailleurs. Naître et grandir en France, Paris, La Découverte, 2002. Andra utgåvan 2004 i pocket hos Hachette Littératures (översatt till italienska och grekiska).
- Aimer ses enfants ici et ailleurs. Histoires transculturelles, Paris, Odile Jacob, 2007 (översatt till italienska).
- Vivre c’est résister. Textes pour Germaine Tillion et Aimé Césaire, med C Mestre et H Asensi, Grenoble, La pensée sauvage, 2010.
- Nos enfants demain. Pour une société multiculturelle, Paris, Odile Jacob, 2010 (översatt till italienska).
- Les ados expliqués à leurs parents. Paris : Bayard ; 2010. Nyutgåva 2015 med O. Amblard (översatt till italienska).
- Les enfants de l'immigration. Une chance pour l'école, intervju med D. et J. Peiron, Bayard, 2012.
- Grandir en situation transculturelle. Bryssel: Temps d'arrêt; 2013 återutgiven i Frankrike hos Fabert, Paris.
- (red.) Troubles à l’adolescence dans un monde en changement. Comprendre et soigner, Paris, Armand Colin, 2013.
- (red.) Devenir adulte. Chances et difficultés, Paris, Armand Colin, 2014.
- (red.) med M. Feldman, H. Asensi, Devenir des traumas d'enfance, Grenoble, Pensée sauvage; 2014.
- La violence envers les enfants, approche transculturelle, Bryssel, Temps d'arrêt, 2015 ; återutgiven Fabert, Paris, 2016.
- Avec nos ados, Osons être parents, med O. Amblard, Paris, Bayard; 2016.
- Et si nous aimions nos adolescents... Alerte adolescents en souffrance, med O. Amblard, Paris, Bayard, 2017.
- Quand l’adolescent s’engage. Radicalité et construction de soi, med Philippe Gutton, Paris, In Press, 2017.
- Bien être et santé des jeunes, med J.-L. Brison, Paris, O Jacob, 2019.